# Listă de monarhi ai Spaniei
Această este o lista de monarhi spanioli, care au condus Spania, în sensul modern al cuvântului. Precursorii monarhilor din tronul Spaniei au fost următorii:
- Regii Vizigoților
- Regii Asturiei
- Regii Navarei
- Regii Leonului
- Regii Galiciei
- Regii Aragonului
- Regii Castiliei

Aceste linii au fost în cele din urmă unite prin căsătoria Regilor Catolici, Ferdinand al II-lea al Aragonului (regele Aragonului) și a Isabelei de Castilia (regina Castiliei). Deși regatele lor au continuat să fie separate, odată cu uniune lor cu caracter personal, ei au guvernat împreună. Ferdinand a cucerit, de asemenea, partea de sud a Navarei și a anexat-o la ceea ce avea să devină Spania. Isabela a lăsat partea sa de regat fiicei sale, Ioana de Castilia. Ferdinand a servit ca regent în timpul nebuniei sale, deși a fost respins de către nobilimea castiliană și a fost înlocuit cu soțul Ioanei, Filip cel Frumos, preluând din nou regența după moartea acestuia. În 1516, după moartea lui Ferdinand al II-lea, fiica sa Ioana a moștenit regatul Aragonului, însă a fost ținută prizonieră la Tordesillas ca fiind declarată nebună. Din moment ce fiul Ioanei, viitorul Împărat Roman Carol al V-lea, nu a vrut să fie doar un simplu regent, el a fost proclamat rege al Castiliei și Aragonului împreună cu mama sa la Bruxelles. După moartea ei, el a devenit rege unic în Castilia și Aragon, iar tronurile au fost ulterior unite permanent.

## Regatul Spaniei (1479 - 1873)
A fost unul dintre cele mai mari palate

## Casa de Trastámara
| Imagine | Stemă | Nume                   | De la             | Până la           |
| ------- | ----- | ---------------------- | ----------------- | ----------------- |
|         |       | Ferdinand II de Aragon | 1492              | 23 ianuarie 1516  |
|         |       | Isabela I a Castiliei  | 1492              | 26 noiembrie 1504 |
|         |       | Ioana I a Spaniei      | 26 noiembrie 1504 | 12 aprilie 1555   |

## Casa de Habsburg/ Casa de Austria
| Imagine | Stemă | Nume      | De la              | Până la            |
| ------- | ----- | --------- | ------------------ | ------------------ |
|         |       | Carol     | 23 ianuarie 1516   | 16 ianuarie 1556   |
|         |       | Filip II  | 16 ianuarie 1556   | 13 septembrie 1598 |
|         |       | Filip III | 13 septembrie 1598 | 31 martie 1621     |
|         |       | Filip IV  | 31 martie 1621     | 17 septembrie 1665 |
|         |       | Carol II  | 17 septembrie 1665 | 1 noiembrie 1700   |

## Casa de Bourbon
| Imagine | Stemă | Nume          | De la             | Până la           |
| ------- | ----- | ------------- | ----------------- | ----------------- |
|         |       | Filip V       | 16 noiembrie 1700 | 14 ianuarie 1724  |
|         |       | Ludovic I     | 14 ianuarie 1724  | 31 august 1724    |
|         |       | Filip V       | 6 septembrie 1724 | 9 iulie 1746      |
|         |       | Ferdinand VI  | 9 iulie 1746      | 10 august 1759    |
|         |       | Carol III     | 10 august 1759    | 14 decembrie 1788 |
|         |       | Carol IV      | 14 decembrie 1788 | 19 martie 1808    |
|         |       | Ferdinand VII | 19 martie 1808    | 6 mai 1808        |
|         |       | Carol IV      | 6 mai 1808        | 6 iunie 1808      |

## Casa Bonaparte
| Imagine | Stemă | Nume              | De la        | Până la           |
| ------- | ----- | ----------------- | ------------ | ----------------- |
|         |       | Joseph I Napoleon | 6 iunie 1808 | 11 decembrie 1813 |

## Casa de Bourbon
| Imagine | Stemă | Nume          | De la              | Până la            |
| ------- | ----- | ------------- | ------------------ | ------------------ |
|         |       | Ferdinand VII | 11 decembrie 1813  | 29 septembrie 1833 |
|         |       | Isabela II    | 29 septembrie 1833 | 30 septembrie 1868 |

## Casa de Savoia
| Imagine | Stemă | Nume     | De la             | Până la           |
| ------- | ----- | -------- | ----------------- | ----------------- |
|         |       | Amadeo I | 11 noiembrie 1870 | 11 februarie 1873 |

## Prima Republică Spaniolă
Prima Republică Spaniolă a durat din 1873 până în 1874.

## Casa de Bourbon
| Imagine | Stemă | Nume         | De la             | Până la           |
| ------- | ----- | ------------ | ----------------- | ----------------- |
|         |       | Alfonso XII  | 29 decembrie 1874 | 25 noiembrie 1885 |
|         |       | Alfonso XIII | 17 mai 1886       | 14 aprilie 1931   |

## A Doua Republică Spaniolă
A Doua Republică Spaniolă a durat din 1931 până în 1939.

## Dictatura lui Francisco Franco
A fost conducătorul absolut al Spaniei între 1 octombrie 1939 și 20 noiembrie 1975.

## Casa de Bourbon
| Imagine | Stemă | Nume             | De la             | Până la                |
| ------- | ----- | ---------------- | ----------------- | ---------------------- |
|         |       | Juan Carlos I    | 22 noiembrie 1975 | 19 iunie 2014 abdicare |
|         |       | Felipe al VI-lea | 19 iunie 2014     | în funcție             |